# Grêmio Esportivo Renner
Il Grêmio Esportivo Renner, noto anche semplicemente come Renner, era una società calcistica brasiliana con sede nella città di Porto Alegre, capitale dello stato del Rio Grande do Sul. Giocava sul terreno Tiradentes, chiamato Waterloo. Abbattuto negli anni ‘80, al suo posto un edificio della DINARC, l’ente brasiliano di prevenzione e repressione del narcotraffico.

## Storia
Fu fondato nel 1931 da un gruppo di impiegati dell'azienda omonima. I dirigenti furono tra i fondatori della Liga Atlética Porto Alegrense, una federazione calcistica, e nel 1938 arrivò il primo titolo, il campionato della città di Porto Alegre. Il club visse il suo periodo di maggior splendore nel 1954, anno in cui vinse il campionato Gaúcho. Difatti, il Renner divenne il primo club a interrompere l'egemonia ultradecennale di Grêmio e Internacional, che durava dal 1940; un simile avvenimento non si ripeté fino al 1998, quando a vincere la competizione fu il Juventude Nell'ossatura della squadra figuravano futuri giocatori della Nazionale brasiliana, come Valdir, Ênio Rodrigues, Ênio Andrade e Juarez. Giunto al triangolare finale,
dovette affrontare Brasil de Pelotas e Ferro Carril. Allorché il Renner vinse per 1-0 sul Ferro Carril, necessitava di una vittoria per aggiudicarsi il trofeo e superare il Brasil: con il 3-0 del 3 aprile 1955 la squadra ottenne il primo posto il classifica con 7 punti. Nel 1957, a causa di difficoltà dell'azienda proprietaria, il Renner venne sciolto.

## Palmarès

### Competizioni statali
- Campionato Gaúcho: 1

1954
- Campionato di Porto Alegre: 2

1938, 1954